# نظرية المستوى التحليلي
نظرية المستوى التحليلي (CLT) هي نظرية في علم النفس الاجتماعي تصف العلاقة بين المسافة النفسية ومدى تفكير الناس (على سبيل المثال، حول الأشياء والأحداث) ما إذا كانت مجردة أو ملموسة. الفكرة العامة هي أنه كلما كان الكائن بعيدًا عن الفرد ، كلما تم التفكير فيه بشكل أكثر تجرُّداً، بينما كلما اقتربنا من الكائن، كلما تم التفكير فيه بشكل ملموس. في نظرية المستوى التحليلي، يتم تعريف المسافة النفسية على عدة أبعاد - المسافة الزمنية، المكانية، الاجتماعية والافتراضية تعتبر الأكثر أهمية، على الرغم من وجود بعض الجدل بين علماء النفس الاجتماعي حول أبعاد أخرى مثل المسافة المعلوماتية، التجريبية أو العاطفية.
مثال على تأثيرات المستوى التحليلي هو أنه على الرغم من أن التخطيط للعطلة الصيفية المقبلة قبل عام واحد (في المستقبل البعيد) سيؤدي إلى التركيز على ميزات واسعة غير مفهومة للوضع (على سبيل المثال، توقع المتعة والاسترخاء)، فإن الإجازة المخطط لها أن تحدث في وقت قريب جدًا ستجعل المرء يركز على ميزات محددة للوضع الحالي (على سبيل المثال، ما هي المطاعم التي يجب أن تقوم بالحجز فيها، أو القيام برحلة في مركبة على الطرق الوعرة).
وفقًا لنظرية نظرية المستوى التحليلي، يرى الناس الأحداث التي تختلف في عدة أنواع من المسافة النفسية:
- المسافة الزمنية (الوقت). - المسافات المكانية (الفضاء المادي). - المسافات الاجتماعية (المسافات بين الأشخاص ، مثل المسافة بين مجموعتين مختلفتين أو شخصين مختلفين). - مسافات افتراضية (تخيل أن حدثًا ما مرجح أو غير مرجح).
تؤثر المسافة النفسية على مدى تفكيرنا في حدث أو شخص أو فكرة بمستوى عالٍ أو منخفض، وسيؤثر هذا على مدى كون هذه الأفكار ملموسة أو مجردة:
- المستوى التحليلي المرتفع هو عندما يفكر الناس بشكل مجرّد. عند التفكير في هذا المستوى، ينظر الناس إلى الصورة الأكبر ولا يركزون على التفاصيل. على المستوى العالي، يركز الأشخاص على الميزات المركزية التي تلتقط جوهرًا شاملًا للموقف أو الكائن. 
- المستوى التحليلي المنخفض هو عندما يفكر الناس بشكل ملموس وهذا مرتبط بالقرب النفسي. عندما يندمج الناس في التحليل منخفض المستوى، فإنهم يركزون على الحاضر بتفصيل كبير. في المستوى المنخفض، يركز الأشخاص على الميزات الثانوية التي تعتبر أقل أهمية بالنسبة للجوهر الشامل للموقف أو الكائن.